# 1С:Бухгалтерия
1С:Бухгалтерия — собирательное название бухгалтерских продуктов фирмы «1С», относящееся к некоторым конфигурациям на платформе 1С:Предприятие версий 7.7 и 8.
Предыдущие версии бухгалтерских продуктов «1C» назывались «1С: Бухгалтерия», в частности, версия 6.0 под названием «1С: Бухгалтерия 6.0». С развитием популярности своего продукта фирма «1C» не стала отказываться от этого бренда, оставив его название в конфигурациях для бухгалтерского учёта, таких как «1С:Бухгалтерия 7.7», «1С:Бухгалтерия 8», «1С:Бухгалтерия для бюджетных организаций» и других.
«1С: Бухгалтерия» — одно из самых популярных решений для автоматизации бухгалтерского учёта в СНГ.Распространяется продукт через сеть партнёров фирмы «1С» — 1С: Франчайзинг. Сеть франчайзинга составляют несколько тысяч ИТ-предприятий, как правило, небольшого размера (10-20 человек).
Количество решений, внедрённых под названием «1С: Бухгалтерия» различных версий, насчитывает около полумиллиона предприятий.

## Конфигурация
Конфигурация «Бухгалтерия предприятия» предназначена для автоматизации бухгалтерского и налогового учёта, включая подготовку обязательной (регламентированной) отчётности в организации. Бухгалтерский и налоговый учёт ведётся в соответствии с действующим законодательством Российской Федерации.
В состав конфигурации включён план счетов бухгалтерского учёта, соответствующий Приказу Минфина РФ «Об утверждении плана счетов бухгалтерского учёта финансово-хозяйственной деятельности организаций и Инструкции по его применению» от 31 октября 2000 г. № 94н (в редакции Приказа Минфина РФ от 07.05.2003 № 38н). Состав счетов, организация аналитического, валютного, количественного учёта на счетах соответствуют требованиям законодательства по ведению бухгалтерского учёта и отражению данных в отчётности. При необходимости пользователи могут самостоятельно создавать дополнительные субсчета и разрезы аналитического учёта.

## Редакции
1С:Бухгалтерия 8 выпускается в трёх основных редакциях:
- Базовая — однопользовательская версия для небольших организаций и индивидуальных предпринимателей; не поддерживает подключение дополнительных пользователей и изменение конфигурации приложением программированием.
- ПРОФ — многопользовательская редакция; позволяет вести учёт нескольких юридических лиц в единой информационной базе, работать в клиент-серверном режиме и адаптировать конфигурацию под нужды предприятия.
- КОРП — расширенная редакция для средних и крупных компаний; включает функционал учёта обособленных подразделений, консолидации отчётности по НДС, контролируемых сделок, гособоронзаказа и других задач повышенной сложности.

## Варианты поставки
Продукт распространяется в нескольких вариантах:  
- Коробочная — физический комплект (установочный носитель и печатная документация) для локальной установки.
- Электронная — дистрибутив и лицензионный ключ поставляются по электронной почте, функционально полностью эквивалентны коробочной версии.
- Облачная (арендная/сервер) — аренда доступа к программе через интернет-сервис «1С:Фреш»; обновления и работу серверной инфраструктуры обеспечивает фирма «1С».

## Локализованные версии
Продукты 1С выпускаются в локализованных версиях для следующих стран: Россия, Беларусь, Украина, Казахстан, Кыргызстан, Таджикистан, Грузия, Молдова, Узбекистан, Румыния, Латвия, Литва, Эстония, Азербайджан.
В Приднестровье официально внедряется единая версия программы «1-С Бухгалтерия», а в Беларуси «1С:Бухгалтерия 8 для Беларуси».

## Версии
Версии программы состоят из двух составляющих:
- версия платформы
- версия конфигурации — которая также сокращенно делится на редакции

Версии платформы, на которых существовала программа 1С:Бухгалтерия
- 1С:Предприятие 6.0
- 1С:Предприятие 7.5
- 1С:Предприятие 7.7
- 1С:Предприятие 8.0
- 1С:Предприятие 8.1
- 1С:Предприятие 8.2
- 1С:Предприятие 8.3